# 1974 ve filmu

## Československé filmy
- Drahé tety a já (režie: Zdeněk Podskalský)
- Jak utopit dr. Mráčka aneb Konec vodníků v Čechách (režie: Václav Vorlíček)
- Jáchyme, hoď ho do stroje! (režie: Oldřich Lipský)

## Zahraniční filmy
- Deranged (režie: Alan Ormsby a Jeff Gillen)
- Jestli se rozzlobíme, budeme zlí (režie: Marcello Fondato)
- Návrat velkého blondýna (režie: Yves Robert)
- Skleněné peklo (režie: John Guillermin)
- Temná Hvězda (režie: John Carpenter)
- Texaský masakr motorovou pilou (režie: Tobe Hooper)